# Доходный дом Т. Н. Путиловой
Доходный дом Татьяны Николаевны Путиловой, или «Дом с совами» — дом на Большом проспекте Петроградской стороны в Санкт-Петербурге, выполненный в стиле северного модерна. Построен в 1906—1907 годах по заказу купеческой вдовы Татьяны Николаевны Путиловой. Одно из основных творений архитектора И. А. Претро. В 1912 г. был отмечен серебряной медалью на городском конкурсе лучших фасадов.

## Описание
Дом является одним из самых значительных образцов северного модерна — направления в русской архитектуре модерна, получившего развитие в основном в Санкт-Петербурге в начале XX века под влиянием шведской и в особенности финской архитектуры национального романтизма. Дом представляет собой огромный монолитный блок с двором-колодцем внутри. Характеризуется эффектным силуэтом, выразительной пластикой фасада, разнообразными по формам и размерам окнами, фактурной штукатуркой. Лицевой фасад дома, выходящий на Большой проспект, облицован в нижней части гранитным камнем. Посередине фасада находится стрельчатый портал, украшенный характерными для северного модерна скульптурами сов. Юго-западный угол дома, который виден на фотоснимке, был увенчан черепичным шатром, который впоследствии был утрачен.

## История

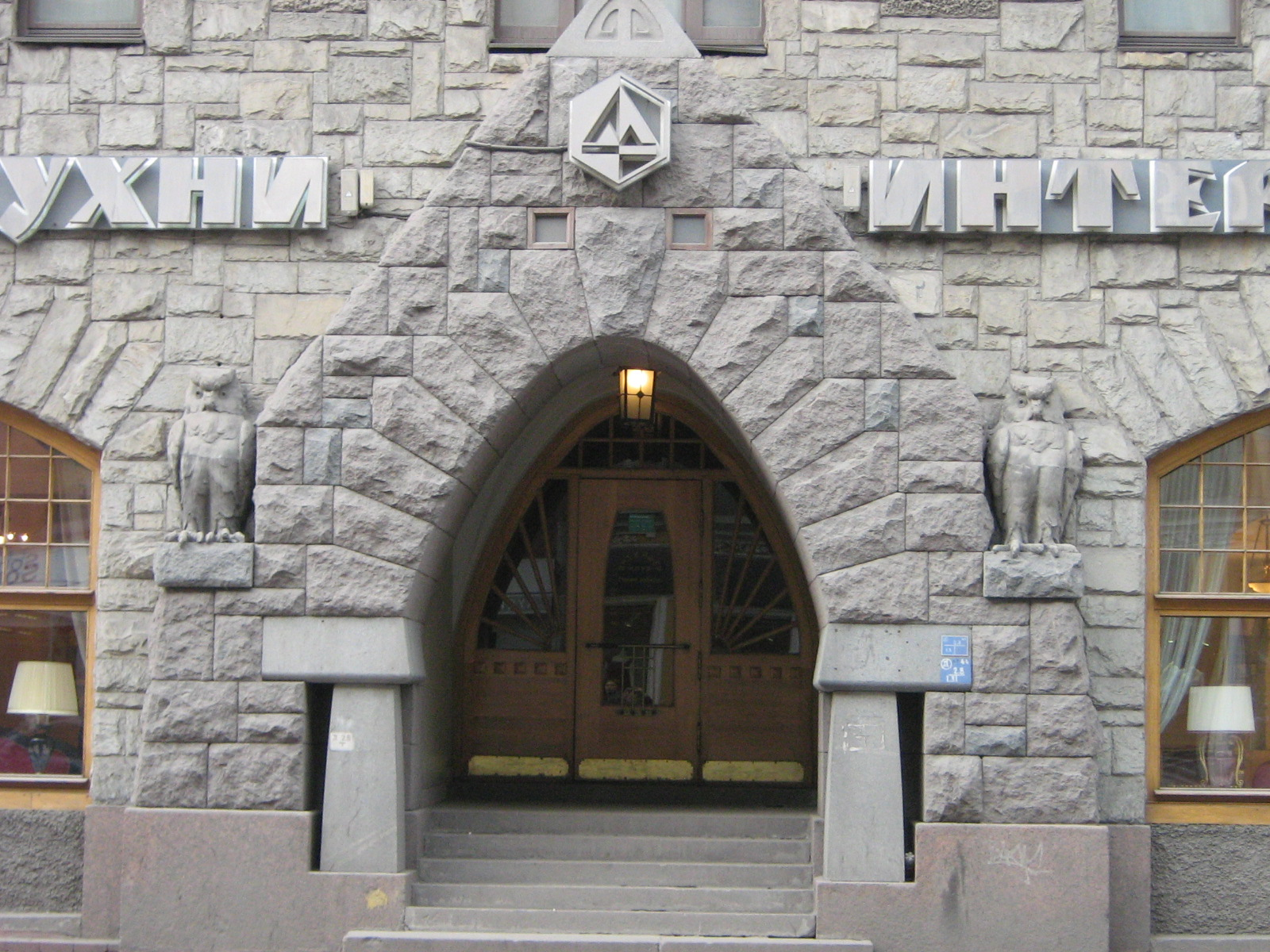
Портал, украшенный скульптурами сов

Купеческая вдова Т. Н. Путилова, для которой был построен дом, владела мануфактурным магазином на Среднем проспекте Васильевского Острова. Участок достался ей в 1905 г. от наследников капитана 1-го ранга П. П. Геринга. Вскоре после постройки дом перешёл к товариществу по производству резиновых шин «Проводник»; в доме разместился один из магазинов товарищества. Кроме того, до революции в доме находилось отделение Русского торгово-промышленного банка, а также курсы стенографии Д. Г. Орфеновой. Последним владельцем дома был коммерции советник М. Л. Балабанов, председатель правления Северного стекольно-промышленного общества.
Архитектор дома Претро был репрессирован и расстрелян в СССР 20 декабря 1937 года.
С довоенных лет до 1990-х гг. в доме находился известный в городе комиссионный магазин. Впоследствии в доме размещались различные офисы и магазины, включая ряд мебельных салонов.

## Современность
В 2011—2012 годах был проведён ремонт стен и реставрация лицевого фасада, утраченные элементы декора каменной облицовки были воссозданы в историческом материале. Камень для этого привезён из действующих по настоящее время карьеров (сланец — из карьера «Пирттипохья» в Карелии, гранит рапакиви — из карьера близ Юлямаа в финской провинции Южная Карелия). Была обновлена штукатурка стен и архитектурных деталей, отремонтированы балконы и эркеры, особое внимание уделили ажурным металлическим ограждениям. Были восполнены утраченные майоликовые вставки на фасаде, подновлены скульптуры сов. Наконец, по иконографическим материалам реставратор Павел Игнатьев воссоздал ранее утраченную скульптуру орла на угловом эркере дома.
В 2001 году КГИОП присвоил зданию статус выявленного объекта культурного наследия.

## Известные жильцы
- Р. М. Габе, архитектор (1914 г.)
- И. И. (Ю. Ю.) Джанелидзе, выдающийся советский хирург, основатель Ленинградского НИИ Скорой Помощи, впоследствии названного его именем (1917—1930-е гг.)
- Ф. Г. Добржанский, ставший впоследствии всемирно известным генетиком (1924—1927 гг.)[5]
- В. А. Зоргенфрей, поэт и переводчик (1920—1930-е гг.)
- Б. Л. Исаченко, ставший впоследствии выдающимся микробиологом и ботаником, академиком АН СССР (1910-е гг.)
- Н. Е. Лансере, архитектор и художник (1911—1912 гг.)
- В. Н. Максимов, архитектор (1913 г.)